# Rhinolophus ruwenzorii
Rhinolophus ruwenzorii är en fladdermusart som ingår i släktet Rhinolophus och familjen hästskonäsor. Catalogue of Life anger inga underarter.

## Beskrivning
Som alla hästskonäsor har arten flera hudflikar kring näsan. Flikarna brukas för att rikta de överljudstoner som används för ekolokalisation. Till skillnad från andra fladdermöss som använder sig av överljudsnavigering produceras nämligen tonerna hos hästskonäsorna genom näsan, och inte som annars via munnen. Pälsen är riklig och mjuk, med en längd på ungefär 13 mm på de längsta delarna. Färgen är mörkbrun på ovansidan, gråbrun på buksidan, och brunsvart på vingarna. Kroppslängden är 8,3 till 10,4 cm cm, inräknat den 2,5 till 3,4 cm långa svansen, underarmslängden mellan 5,5 och 6,2 cm och vikten varierar mellan 16 och 19,5 g.

## Utbredning
Utbredningsområdet omfattar bergen i Albertine Rift-förkastningen i Kongo-Kinshasa, Uganda och Rwanda. Arten påträffades ursprungligen på Ruwenzoriberget, därav det vetenskapliga namnet.

## Ekologi
Arten är en bergsart, som lever i skogar på höjder mellan 1 600 och 2 700 meter över havet. Den söker daglega i grottor och liknande, konstgjorda konstruktioner som övergivna gruvgångar. Fladdermössen sover ensamma eller i mindre grupper på upp till 10 individer.

## Bevarandestatus
IUCN listar den som sårbar ("VU"), och populationen minskar. Främsta hoten är skogsavverkning och uppodling. Störningar av grottmiljön i vilken arten sover är ett annat hot.